# La noche del gran viento
La Noche del Gran Viento fue una poderosa tormenta de viento europea que azotó lo que entonces era el Reino Unido de Gran Bretaña e Irlanda, comenzando en la tarde del 6 de enero de 1839, causando graves daños a la propiedad y varios cientos de muertes. Entre el 20 y el 25 % de las casas en el norte de Dublín resultaron dañadas o destruidas, y 42 barcos naufragaron. La tormenta alcanzó una presión barométrica muy baja de 918 - 922 hPA (27.1 - 27.2 inHg)  y siguió hacia el este hasta el norte de Irlanda, con ráfagas de más de 100 nudos (185 km/h; 115 mph) antes de desplazarse por el norte de Inglaterra hacia la Europa continental, donde finalmente se disipó. En su momento, fue la peor tormenta que azotó Irlanda en 300 años. Liverpool también sufrió graves daños, con numerosos naufragios y cuantiosos daños estructurales. 120 personas murieron como consecuencia de estos accidentes solo en la ciudad. Dos importantes naufragios provocaron daños por valor de al menos £500,000, equivalentes a £56,000,000 en 2023.

## Situación meteorológica
La tormenta se formó tras un período de condiciones meteorológicas inusuales. Fuertes nevadas, poco comunes en Irlanda, cayeron sobre el país la noche del 5 de enero, y fueron reemplazadas la mañana del 6 por un frente cálido atlántico, que trajo consigo un período de calma absoluta con una densa capa de nubes inmóviles. A lo largo del día, las temperaturas subieron muy por encima de la media estacional, lo que provocó un rápido derretimiento de la nieve.
Más tarde, el 6 de enero, una profunda depresión atlántica comenzó a desplazarse hacia Irlanda, formando un frente frío al chocar con el aire cálido de la superficie terrestre, lo que trajo consigo fuertes vientos y lluvias torrenciales. Los primeros informes de tormenta llegaron del oeste del condado de Mayo alrededor del mediodía, y la tormenta avanzó muy lentamente por la isla durante el día, ganando fuerza a medida que avanzaba. A medianoche, los vientos alcanzaron fuerza de huracán.

## Daño

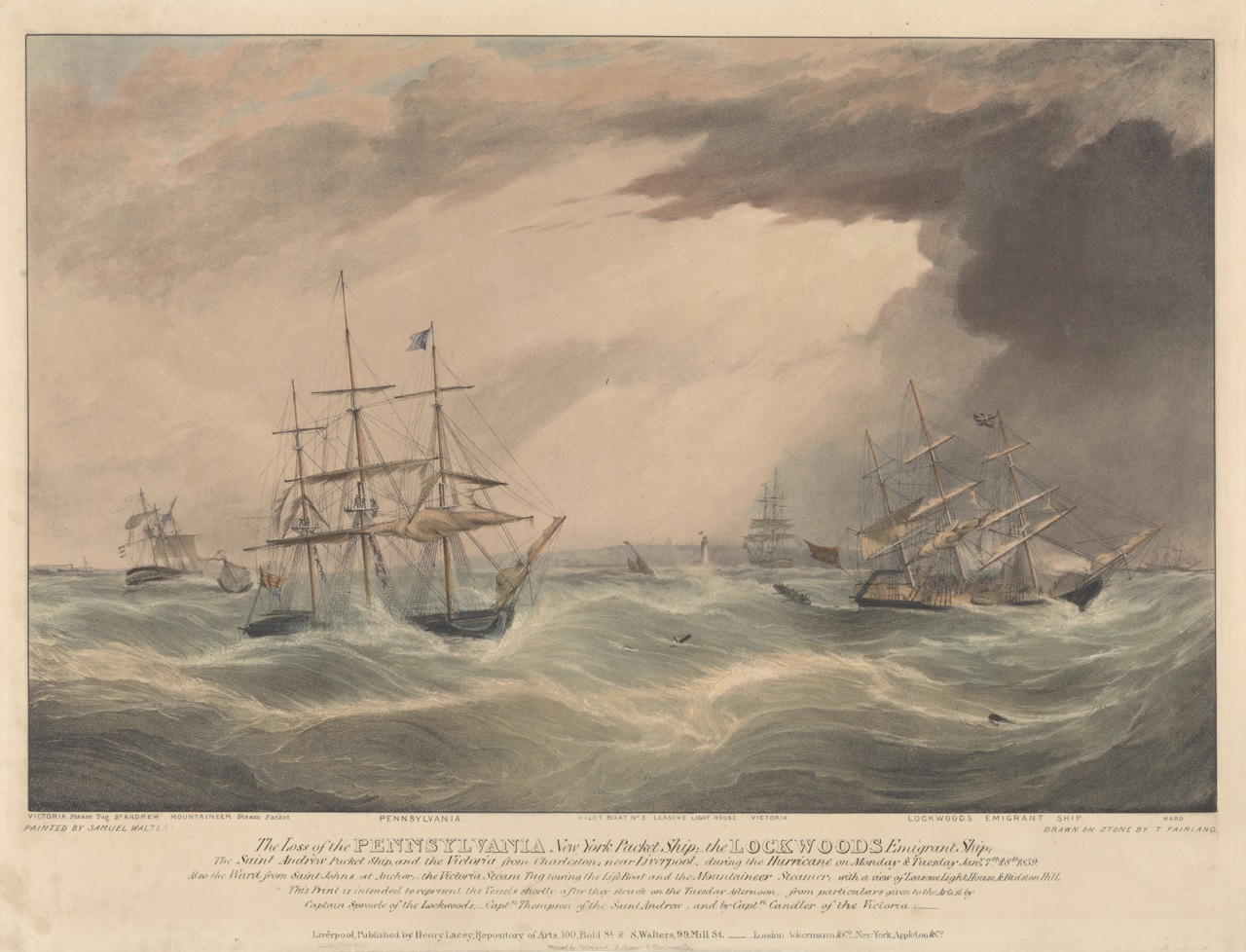
La pérdida del Pennsylvania New York Packet Ship; el Lockwoods Emigrant Ship; el Saint Andrew Packet Ship; y el Victoria de Charleston, cerca de Liverpool durante el huracán del lunes 7 y martes 8 de enero de 1839

Los relatos contemporáneos de los daños indican que la Noche del Gran Viento fue la tormenta más severa que afectó a Irlanda en muchos siglos. Se estima que entre 250 y 300 personas perdieron la vida en la tormenta. Hubieron graves daños materiales, particularmente en Connacht, pero también en Ulster y al norte de Leinster. Entre una quinta y una cuarta parte de las viviendas de Dublín sufrieron daños que abarcaron desde la rotura de ventanas hasta la destrucción total. Gran parte de los daños se debieron a una marejada ciclónica que arrastró grandes cantidades de agua de mar tierra adentro, provocando inundaciones generalizadas.

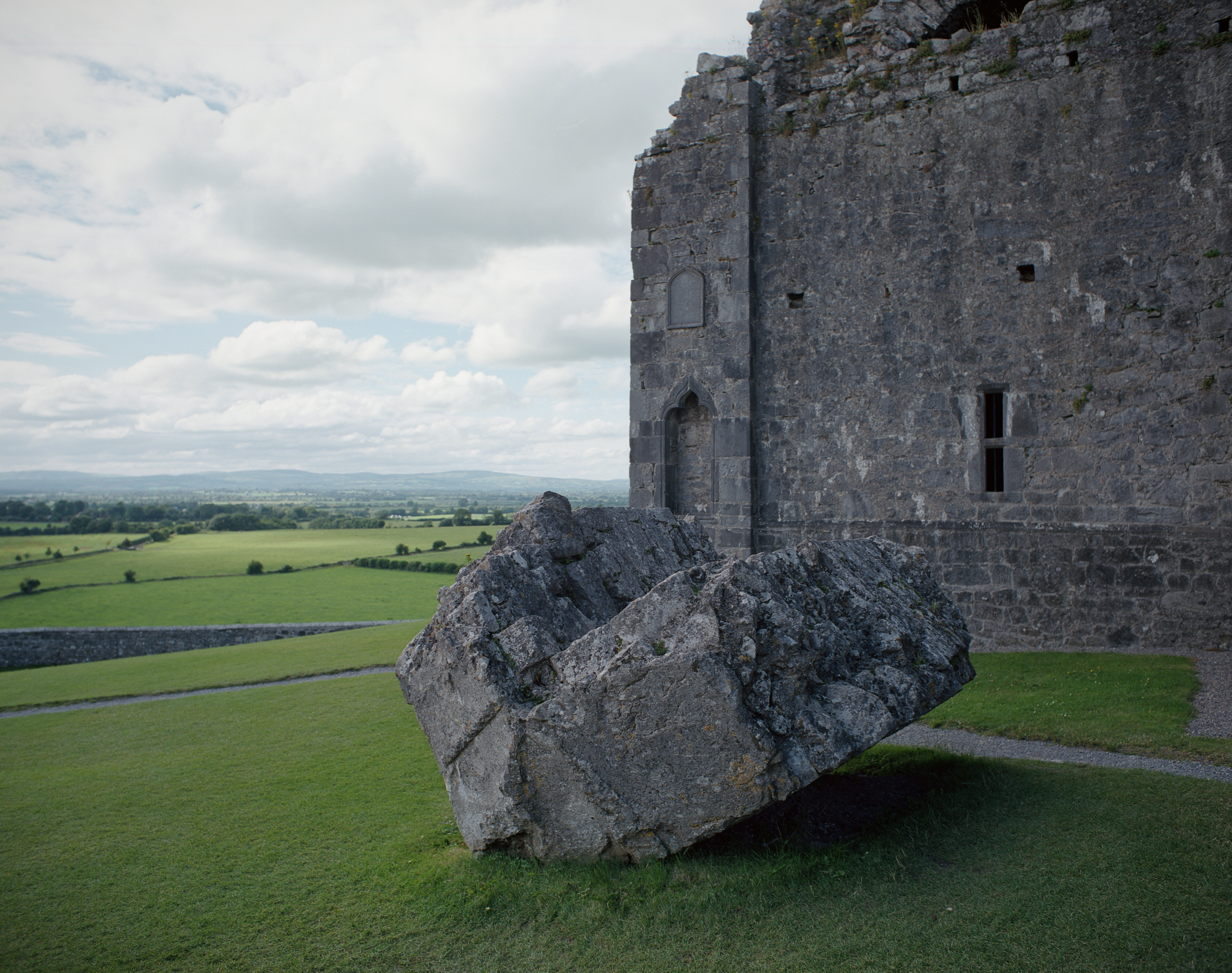
Un trozo del Bishop's Palace en la Roca de Cashel, Irlanda, que tradicionalmente se dice que fue derribado por el Gran Viento.

Incluso los edificios bien construidos sufrieron daños estructurales, incluyendo nuevas fábricas y cuarteles militares. La recién construida iglesia católica romana de Santa María en Derrytrasna quedó completamente destruida; uno de los campanarios de la iglesia de la Iglesia de Irlanda en Castlebar fue derribado, y varias grandes casas de campo quedaron sin techo. Entre las viviendas de los pobres, mal construidas, los daños fueron más graves y muchas quedaron completamente destruidas. Un total de 42 barcos, la mayoría a lo largo de la costa oeste, menos protegida, naufragaron al intentar capear el temporal sin éxito: la mayoría de los siniestros registrados ocurrieron en el mar.
Montones de heno y maíz fueron ampliamente destruidos, lo que provocó una grave hambruna entre el ganado en los meses siguientes.

## Legado

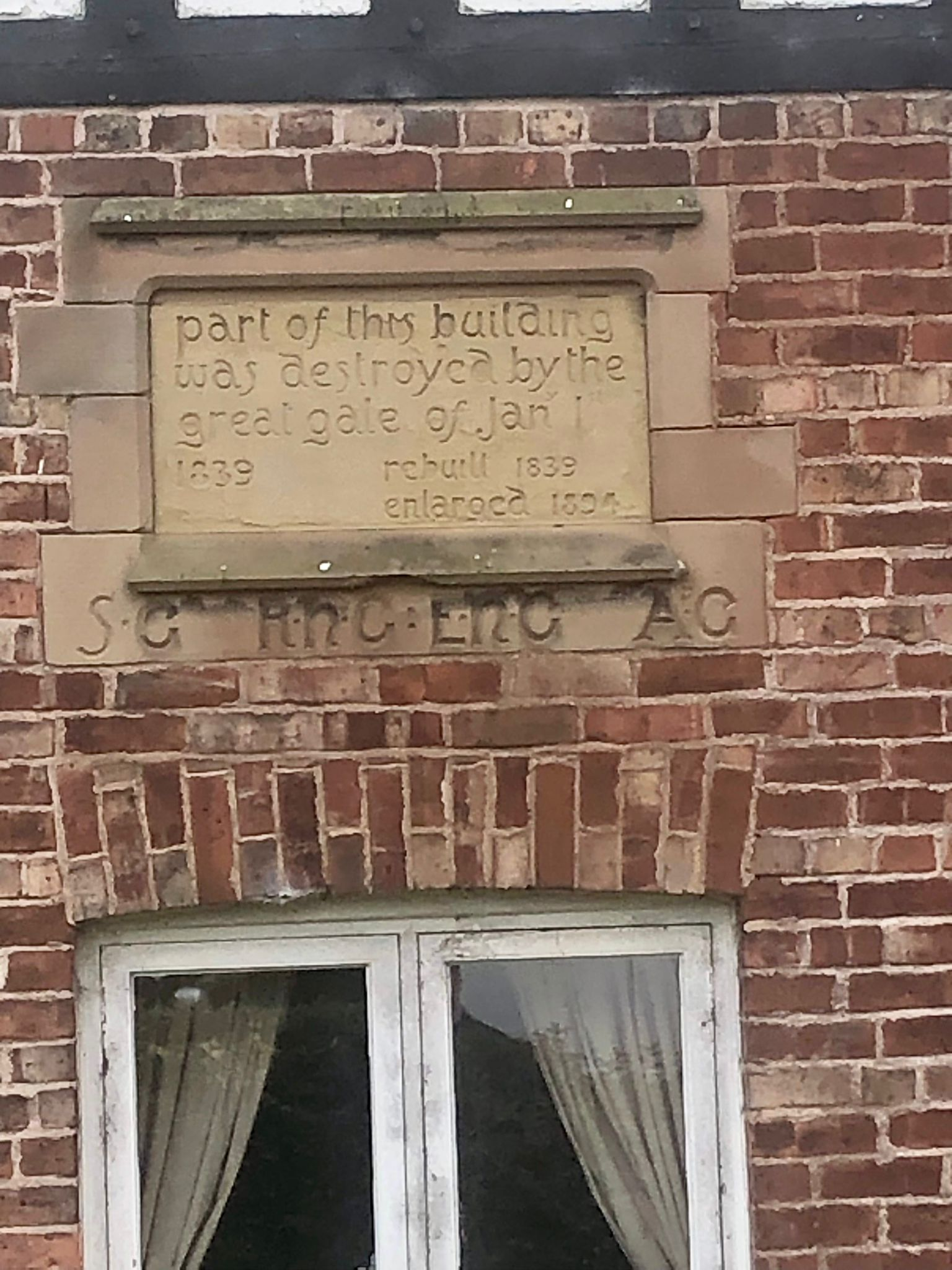
Placa en un edificio en Styal, Cheshire, que indica que sufrió daños en el evento. La placa dice: «Parte de este edificio fue destruido por el gran vendaval del 1 de enero de 1839».

La Noche del Gran Viento se convirtió en parte de la tradición popular irlandesa. El folclore irlandés sostenía que el Día del Juicio Final tendría lugar el 6 de enero, día de la Epifanía. Una tormenta tan severa llevó a muchos a creer que el fin del mundo estaba cerca.
La Ley de Pensiones de Vejez de 1908 introdujo pensiones para mayores de 70 años, pero muchos católicos irlandeses, antes de la Ley de Registro de Nacimientos y Defunciones (Irlanda) de 1863, no contaban con registro de nacimiento. Una de las preguntas utilizadas para comprobar la edad era si el solicitante recordaba la Noche del Gran Viento. Esta pregunta también se utilizó como recordatorio para el censo de 1901.

## Escritura relacionada
Los poemas en irlandés sobre el evento incluyen "Oíche na Gaoithe Móire" de Micheál de Búrc (c.1800-1881) y "Oíche Nollaig na mBan" de Seán Ó Ríordáin (1916-1977). El título de este último significa "Noche de Navidad de las Mujeres"; La Navidad de las mujeres se celebra en Irlanda en la fiesta de la Epifanía (6 de enero). El primer verso describe una tormenta en esa fecha (5 de enero) mientras que el segundo relata el deseo del poeta de que su eventual muerte coincidiera con una tormenta similar.

## Lectura adicional
- Carr, Peter (1993). The Night of the Big Wind. Belfast: White Row Press. ISBN 1-870132-50-5.
- Burke, Mary (2017). «Forgotten Remembrances: The 6 January "Women's Christmas" (Nollaig na mBan) and the 6 January 1839 "Night of the Big Wind" (Oíche na Gaoithe Móire) in "The Dead"». James Joyce Quarterly 54 (3–4): 241-274. doi:10.1353/jjq.2017.0002.
- Burke, Mary (12 January 2016). «An Irishwoman's Diary on the 'Night of the Big Wind' – January 6th, 1839». The Irish Times (en inglés).